# Andrés Barcos
Andrés Barcos (fl. XX secolo) è stato un calciatore argentino, di ruolo portiere.